# Титіла (король Східної Англії)
Титіла або Тотіла (*Tytila, д/н —бл. 593) — король Східної Англії у 578—593 роках.

## Життєпис
Походив з династії Вуффінгів. Син Вуффи, короля Східної Англії. Посів трон близько 578 року. Багато зробив задля розбудови держави. Столицею королівства в цей час було городище на місці курганного некрополя Саттон Гу. Водночас в цей час було встановлено союзницькі та торгівельні зв'язки з королівством франків, Кентом та Мерсією.
Помер близько 593 року. Йому спадкував син Редвальд.

## Родина
- Редвальд, король Східної Англії в 593—624 роки
- Ені, король Східної Англії у 617—618 роках